# Lienella atratoria
Lienella atratoria là một loài tò vò trong họ Ichneumonidae.